# Bem József-emléktábla (Budapest)

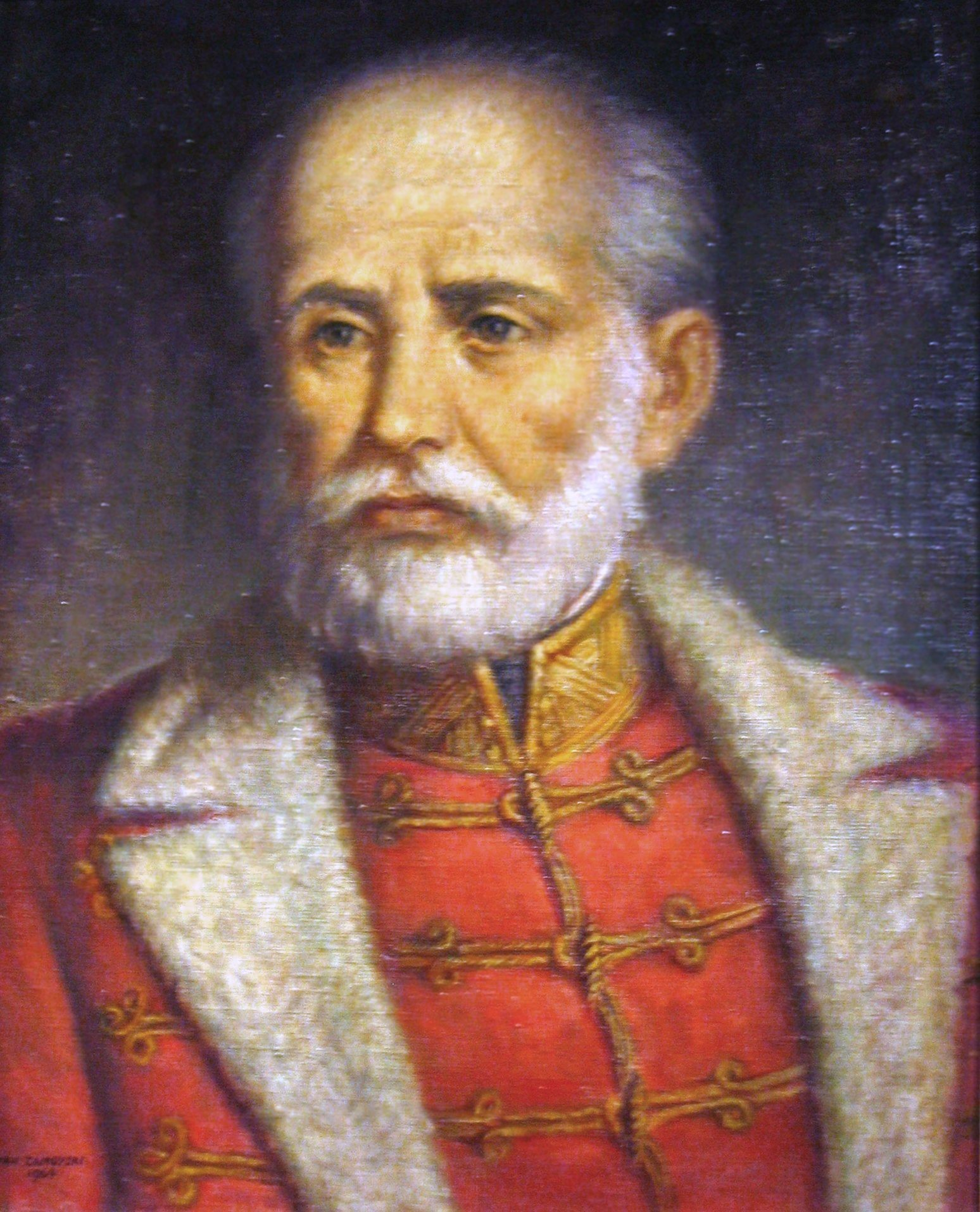

Józef Zachariasz Bem, Bem apó lengyel, magyar és török katonatiszt emléktáblája a budapesti Akadémia utcában, a Magyar Tudományos Akadémia székháza mellett, a Széchenyi István tér közelében található.
1926-ban avatták fel Nyáry Albert és Miklóssi Ferdinánd Leó, a Magyar-Lengyel Egyesület vezetőinek kezdeményezésére. Az emléktábla valójában több tábla együttese. Felül egy fehér márványtáblán szöveg szerepel. A középsőn, bronzból kiöntve Bem József Kossuth-kalapos portréja látható vörös márvány keretben, mely Farkas Zoltán szobrász munkája. Ezek alá 2000-ben egy lengyel nyelvű tábla is került harmadikként.

### Előzmények

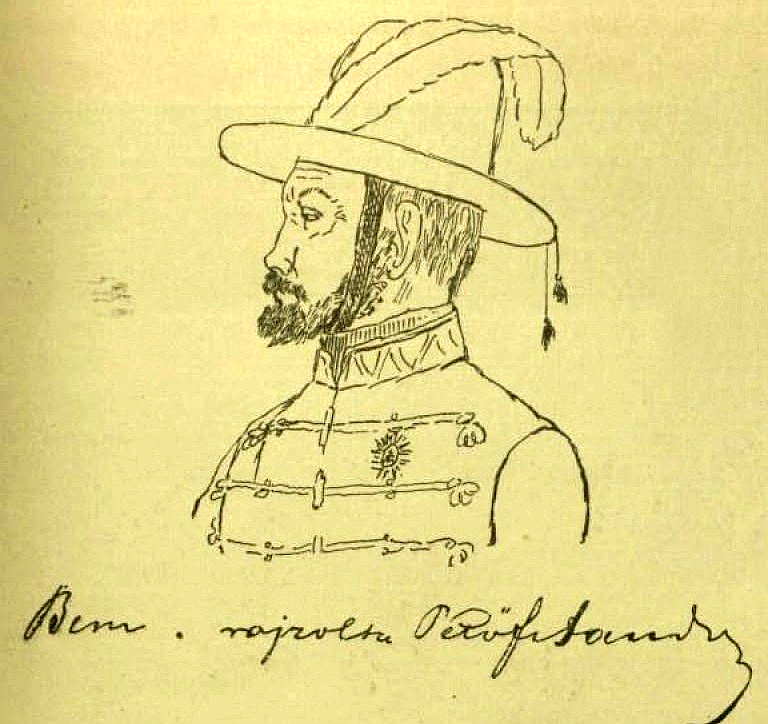
Petőfi rajza Bemről jellegzetes Kossuth-kalapjával

Bem 1850-ben hunyt el, halálának 75. évfordulója 1925-ben volt. 1926-ban a Magyar–Lengyel Egyesület elhatározta, hogy emléktáblát állít a tiszteletére Budapesten. Az elhatározás fő oka az volt, hogy a lengyel kormány jelezte, Bem hamvait hazaszállíttatja Tarnówba az akkori törökországi Aleppóból, és a menet meg fog állni a magyar fővárosban, hogy lehetőség legyen itt is a méltó tiszteletadásra Bem hamvai előtt. Az is ok volt, hogy Bem marosvásárhelyi, 1880-ban felállított egész alakos szobra Romániához került Trianon után, akik a szobrot eltüntették, s így Bemnek nem volt méltó emlékhelye Magyarországon.
Az egyesület küldöttsége 1926 áprilisának elején felkereste Sipőcz Jenő budapesti polgármestert, aki az avatásra szóló meghívást elfogadta. Fővédnöknek József Ferenc főherceget nyerték meg, és lengyel küldöttséget is hívtak Tarnówból.
Az ünnepség időpontját május 22-re tűzték ki, bár Bem születésének évfordulója március 14-én van, halálozásának évfordulója pedig december 10-én.

### Avatási ünnepség
Az emléktábla leleplezése előtt ellentétek támadhattak a szervezők között. Korábban azt jelentették, hogy az ünnepségen József Ferenc főherceg, Radziwiłł herceg (a tarnówi lengyel-magyar egyesület vezetője), Janky Kocsárd tábornok, a hadsereg-főparancsnoka, Sipőcz Jenő, Budapest polgármestere, Nyáry Albert elnök (Magyar–Lengyel Egyesület), Balás György táborszernagy, Pekár Gyula nemzetgyűlési képviselő (Petőfi Társaság) és Szatmári Mór nemzetgyűlési képviselő (Otthon Kör) fog részt venni.
Az ünnepségről szóló beszámolók szerint azonban Nyáry Albert mondott beszédet, a főváros képviseletében Lamotte Károly tanácsnok-főjegyző vette át az emléktáblát, Lampérth Géza főtitkár (Petőfi Társaság) helyezett rá babérból font koszorút, és Ludwig gyalogsági tábornok, Bevilaqua Béla művelődéstörténész, Ballagi Aladár történész, Kacziány Géza publicista, politikus, Balás György táborszernagy, Melha Armand orvos, szakíró, Takácsy György tábornok (Honvédelmi Minisztérium) és Radziwiłł herceg jelent még meg nagyszámú tömeg élén.
A fényképes beszámolók szerint ekkor még csak egy tábla létezett, a fehér márvány, rajta szöveggel.
Az ünnep után megkoszorúzták a budai honvédsírokat.

### A tábla áthelyezése
Az ünnepélyes felavatás előtt téves és ellentmondó hírek jelentek meg a sajtóban arról, hogy hová fog kerülni az emléktábla. Egy április eleji cikk szerint a régi Continental Szálló falán kívánták elhelyezni, mondván, hogy Bem itt élt egy ideig. A régi Continental Szálló a Széchenyi utca és Nádor utca által határolt tömbben állt. A hónap végén megjelent másik cikk szerint viszont „a volt István főherceg szálló (jelenleg Pénzintézeti Központ)” falán lesz a tábla. Az István Főherceg Szálló a megszűnéséig az Akadémia 1. számú épületben működött, mely 1926-ban már a Magyar Történelmi Képcsarnok és a Királyi Munkásbiztosító Felsőbírósága székhelye volt, a Pénzintézeti Központnak ezzel szemben a Deák Ferenc utca 1. szám alatt biztosítottak székhelyet. A tudósítások végül arról szóltak, hogy az avatási ünnepség a Deák Ferenc utca 1. alatt zajlott, az egykori Angol Királynő Szálloda épületénél, azaz a tábla a Pénzintézeti Központ falára került.
Nem tudni, hogy mikor derült fény a hibára, hogy a tábla rossz helyen lett elhelyezve. Azt sem, hogy mikor helyezték azt át jelenlegi helyére, az Akadémia utca 1. szám alá. A híradás a tévedésről 1929-ből való, mely azonban rosszhiszeműen állította azt, hogy az avatás után néhány héttel, suttyomban történt. 1927 és 1928 decemberében ugyanis jelentős személyiségek vettek részt a tábla megkoszorúzásán még a Pénzintézeti Központnál. E cikk megjelenésekor egyébként már végletesen elmérgesedett a viszony a Magyar–Lengyel Egyesület egyes tagjai között a Bem-szobor felállítása miatt.

## Leírás
A felső, eredeti, 40 x 85 cm-es táblán szöveg szerepel:
E házban lakott 1848 nov. 9-27.-ig

BEM JÓZSEF TÁBORNOK

Lengyelország szülötte

Magyarország hőse

Törökország halottja

emlékének a Magyar-Lengyel egyesület

1926

A „Lengyelország szülötte, Magyarország hőse, Törökország halottja” szövegrészlet megegyezik azzal, ami Bem tarnówi emléktábláján olvasható három nyelven.

A középső, kb. 50 x 60 cm-es bronz domborművön Bem balra néző profilja látható Kossuth-kalapban, ahogy Petőfi Sándor megrajzolta. A dombormű bal felső sarkában a „FARKAS ZOLTÁN”, alsó részén a "BEM TÁBORNOK" felirat olvasható, kb. 60 x 70 cm vörös márvány keretezi. 

2000-ben egy harmadik, lengyel nyelvű táblát is elhelyeztek a dombormű alatt:
PAMIECI GENERAŁA JÓZEFA BEMA

W 150 ROCZNICE JEGO ŚMIERCI

W TYM DOMU MIESZKAŁ NASZ WIELKI RODAK

W DNIACH 9-27. XI. 1848 R.

STOŁECZNY SAMORZAD MNIEJSZOŚCI POLSKIEJ

BUDAPEST, 10 GRUDNIA 2000 R.

Magyarul:
BEM JÓZSEF TÁBORNOK EMLÉKÉRE

HALÁLÁNAK 150. ÉVFORDULÓJÁN

EBBEN A HÁZBAN LAKOTT NAGY HONFITÁRSUNK

1848. XI. 9-27. KÖZÖTT

A LENGYEL KISEBBSÉG FŐVÁROSI ÖNKORMÁNYZATA

BUDAPEST, 2000. DECEMBER 10.

A házfalon található Klapka György, az István Főherceg Szálló és Gundel János, valamint Wesselényi Miklós emléktáblája.

## Külső hivatkozások
- Bem József tábornok emléktáblájának ünnepélyes leleplezése Budapesten, 1926. filmhiradokonline.hu
- Bem apó hamvainak ravatala a Nemzeti Múzeumban, 1929. filmhiradokonline.hu
- Bem apó emlékszobrának leleplezése a Pálffy téren, 1934. filmhiradokonline.hu